# Миодраг Кустудић
Миодраг Кустудић (Ловћенац, 1. април 1951) бивши је југословенски фудбалер. 

## Каријера
Играо је за новосадску Војводину три године у периоду од 1971 до 1974. Након тога прешао је у Ријеку, за коју је наступао све до 1978. и у коју се вратио 1983. године. Одиграо је укупно за тај тим 134 утакмице и постигао 72 поготка. Учествовао у освајању Купа маршала Тита 1978. године.
Из Ријеке је отишао у шпански Еркулес из Аликантеа.  Био је робустан и снажан вођа навале, добар у скоку и сналажљив при гужвама у шеснаестерцу.
За репрезентацију Југославије наступио је три пута. Дебитовао 1977. против Шпаније у Београду, а последњи пут је наступио 1978. у Риму против Италије (резултат 0:0).

## Успеси
- Ријека
  - Куп Југославије: 1978.